# 奧克萊夫爾鎮區 (北卡羅萊納州納什縣)
奧克萊夫爾鎮區（英語：Oak Level Township）是位於美國北卡羅萊納州納什縣的一個鎮區。

## 地方資料
奧克萊夫爾鎮區的面積為34.00平方千米，皆為陸地。根據2020年美國人口普查的數據，當地共有人口6479人，而人口密度為每平方千米190.56人。